# Pseudochiridium minutissimum
Pseudochiridium minutissimum är en spindeldjursart som beskrevs av Beier 1959. Pseudochiridium minutissimum ingår i släktet Pseudochiridium och familjen Pseudochiridiidae. Inga underarter finns listade i Catalogue of Life.